# فريدريك ليبلاي
يعتبر فريدريك ليبلاي (1806-1882م) Pierre Guillaume Frédéric Le Play من الكتاب الفرنسيين والمؤلفين الاقتصاديين المناصرين لمذهب التدخل إلى درجة ما، وهو مذهب وسط بين الاشتراكية والمذهب الحر.

## ولادته ونشأته
ولد في 11 نيسان 1806م، في أسرة ميسورة الحال في فرنسا، وكان أبوه موظفا ومسؤولا في الدولة، وتلقى تعليمه ودراسته في مدرسة الفنون التطبيقية وبعدها في مدرسة المناجم، وفي عام 1834م، تم تعيينه رئيسا للجنة الدائمة للإحصاءات في شركة التعدين. وفي عام 1840م أصبح المهندس العام للقوات المسلحة، وأستاذ علم المعادن في مدرسة المناجم، وبعدها أصبح بمنصب مفتش عام 1848م.
ولقد قضى أكثر من عشرين عاما من حياته في السفر، حيث سافر إلى جميع أنحاء قارة أوروبا، وجمع كمية هائلة من المعلومات التي كان لها تاثير جوهري على الحالة الاجتماعية والاقتصادية للطبقات العاملة فألف كتابه الذي أشتهر به الإصلاح الاجتماعي.
ولقد كلفه الإمبراطور نابليون الثالث في عام 1855م، في أعمال عدة أثبت نجاحه فيها وبتقدير عال وعينهُ مستشارا اقتصاديا للدولة، ثم عينه عضوا في مجلس الشيوخ في الإمبراطورية الفرنسية.

## أفكاره وشهرته
وترجع شهرة (ليبلاي) إلى عاملين: العامل الأول هو أهتمامه بطريقة الأبحاث الخاصة التي تقوم على دراسة بعض النظم بملاحظة حالات نماذجية وإستنتاج الآراء منها، أما العامل الثاني لشهرته فهو كتابه الذي تحدث فيه عن (الإصلاح الاجتماعي)، والذي نشره عام 1864م، وضمنه نظرياته عن نظام الأرث وتنظيم العلاقة بين العمال وأرباب العمل وتدخل الدولة في الشؤون الاجتماعية مع ترك الحرية للافراد في الإنتاج.
وقد طالب (ليبلاي) باعادة السلطة للعائلة بعد أن حررتها الثورة الفرنسية، وقال بإن الإنسان كائن ناقص ويجب إخضاعه إلى قانون أخلاقي. وعليه يتحتم إعادة السلطة ليس إلى العائلة فحسب وإنما إلى المصنع والدولة، وفي رأيه إنه لإعادة السلطة إلى العائلة فيجب إلغاء نظام الميراث الذي يؤدي إلى تجزئة أموال العائلة إلى أقسام صغيرة تفقد بالتالي هيبتها، ودعى إلى استبدال الأرث بالوصية، وأقترح لغرض إعادة السلطة إلى المصنع أن تنظم العلاقة بين العمال وأرباب العمل لضمان سير العمل وزيادة الإنتاجية.
وبالنسبة لاعادة السلطة إلى الدولة فمن رأيه أن يقتصر تدخلها على الجانب الإنساني في النشاط الاقتصادي وأن تترك الحرية للأفراد في أمور الإنتاج.

## معرض صور

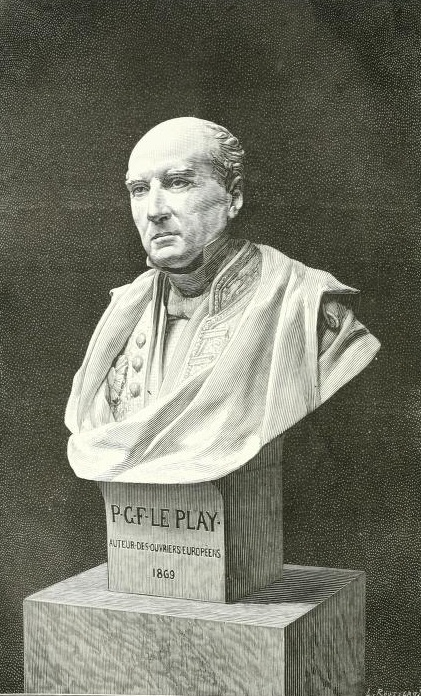
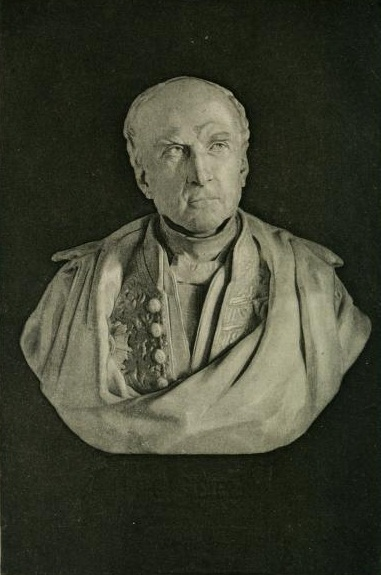
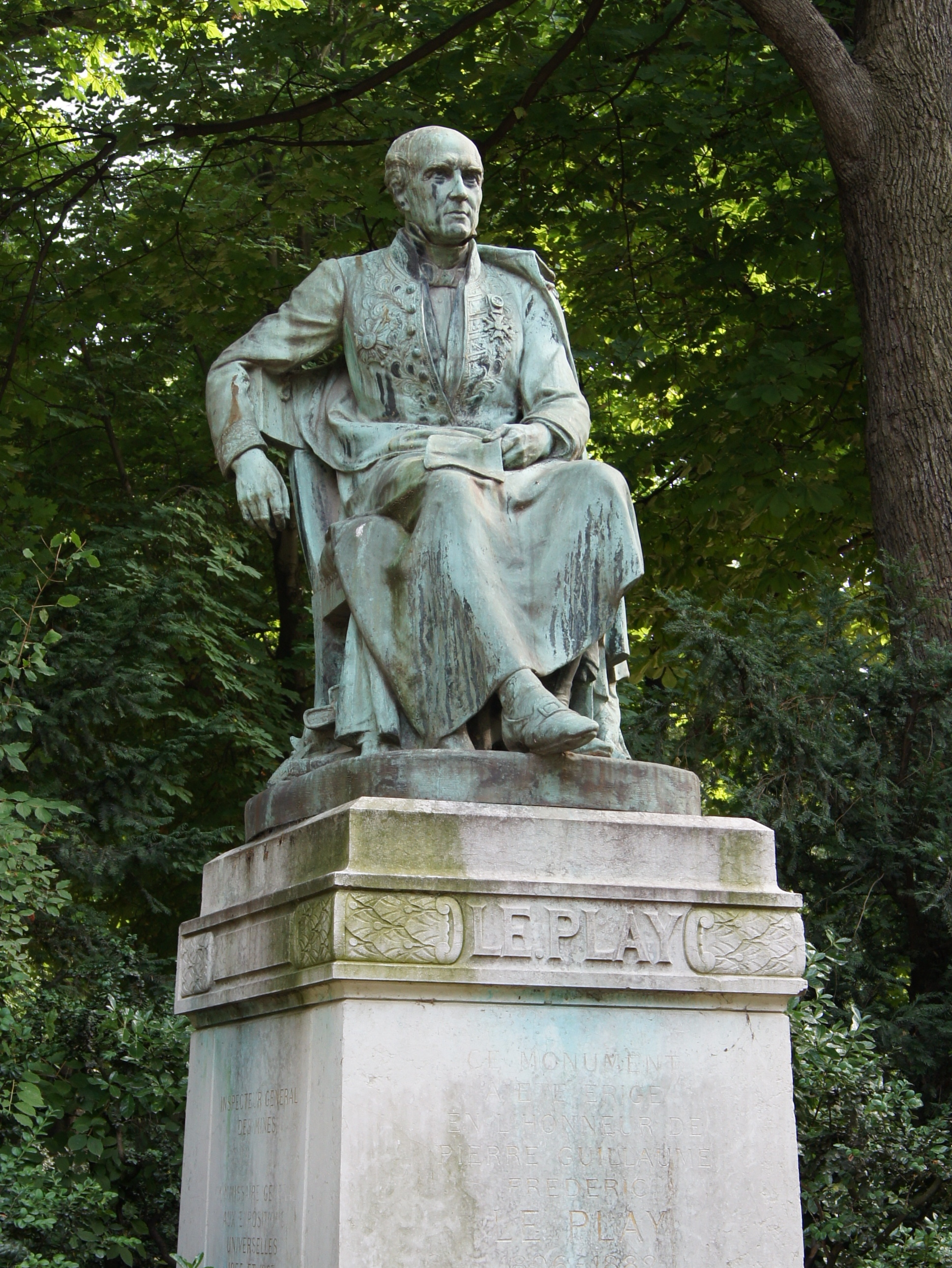

## من مؤلفاته
- الإصلاح الاجتماعي.

## روابط خارجية
- فريدريك ليبلاي على موقع الموسوعة البريطانية (الإنجليزية)